# Тюї (провінція)
Тюї (фр. Tuy) — одна з 45 провінцій Буркіна-Фасо. Знаходиться в регіоні Верхні Басейни, столиця провінції — Унде. Площа Тюї — 5 639 км².
Населення станом на 2006 рік — 224 159 осіб.

## Адміністративний поділ
Тюї підрозділяється на 7 департаментів.